# Ordres mineurs

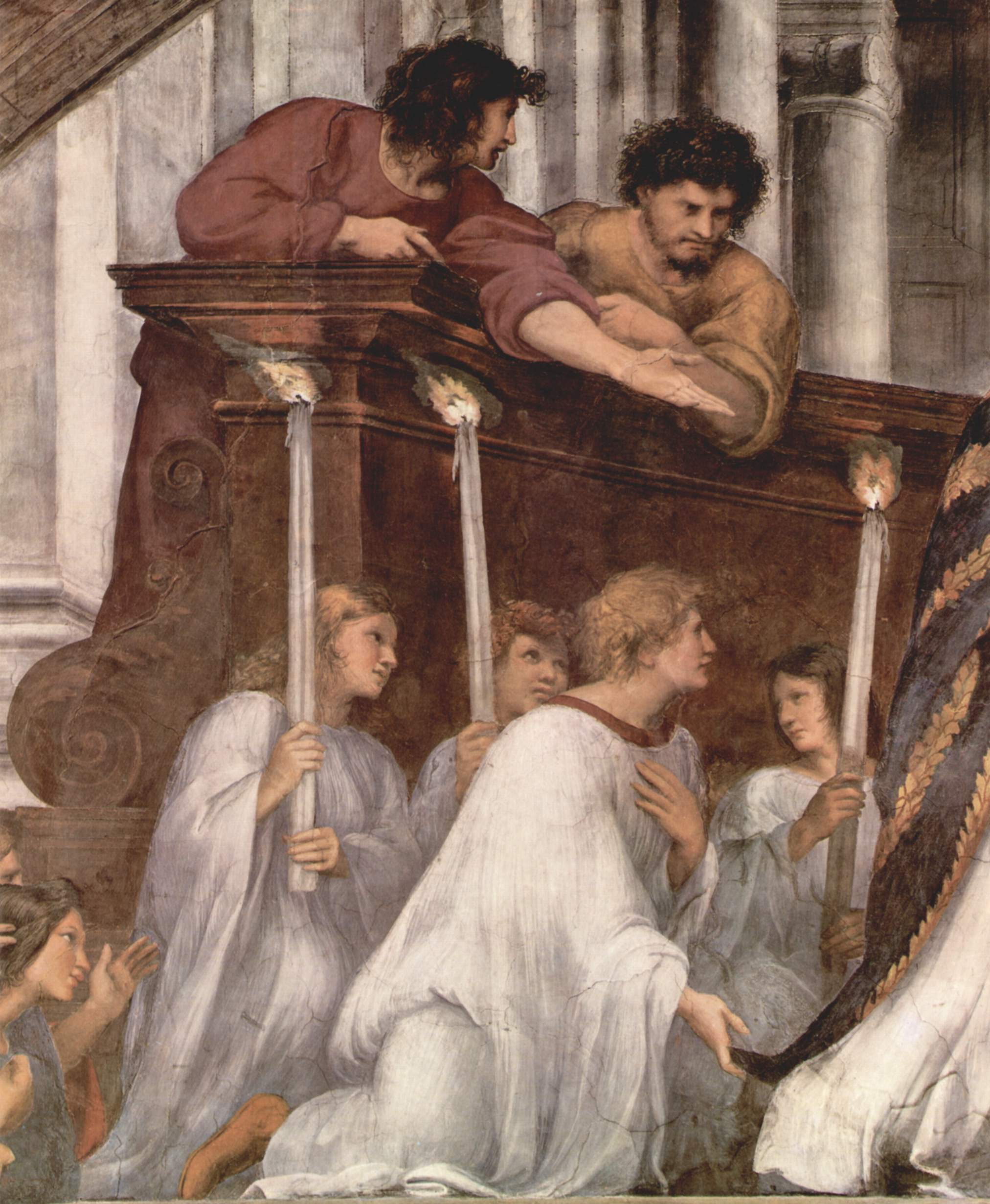
Céroféraires (acolytes) dans La Messe de Bolsena, fresque de Raphaël, 1514.

Dans la religion catholique, les ordres mineurs étaient des ministères ou fonctions, plus étroitement liés à la liturgie, qui ont été considérés comme des institutions précédant la réception des ordres majeurs ou sacrés.

## Église latine
Dans l'Église latine, ces ordres mineurs étaient au nombre de quatre, selon la hiérarchie croissante :
- portier (l'ostariat ou ordre du portier) ;
- lecteur (le lectorat) ;
- exorciste (l'exorcistat) ;
- acolyte (l'acolytat).

Depuis l'entrée en vigueur du motu proprio du pape Paul VI Ministeria quaedam du 15 août 1972,  l'acolytat et le lectorat sont appelées ministères institués .
Sont conservés pour toute l'Église latine les ministères institués de lecteur et acolyte, et ce dernier peut en certains lieux, au jugement de la conférence épiscopale, porter le nom de sous-diaconat. Outre ces deux ministères institués, les conférences épiscopales sont autorisées à proposer au Saint-Siège « celles dont elles auraient jugé, pour des raisons particulières, l'institution nécessaire ou très utile dans leur propre région. De cette catégorie relèvent, par exemple, les fonctions de portier, d'exorciste et de catéchiste, et d'autres encore, confiées à ceux qui sont adonnés aux œuvres caritatives, lorsque ce ministère n'est pas conféré à des diacres». La seule conférence qui a montré un intérêt est la Conférence des évêques de France, mais sans faire aucune proposition concrète.
Les ministères institués peuvent être exercés par des laïcs, mais les candidats au diaconat et au presbytérat doivent être institués comme lecteurs et acolytes et exercer ces deux ministères pendant une période convenable,.
Déjà avant 1972 on considérait que ce qu'on appelait l'ordination aux quatre ordres mineurs n'était pas un des sept  sacrement mais un sacramental ,. Et certains prêtres, sans le caractère épiscopal, pouvaient les conférer comme ministres extraordinaires.
Les communautés (instituts de vie consacrée et sociétés de vie apostolique) qui maintiennent ce que le motu proprio Summorum Pontificum de Benoît XVI appelle forme tridentine du rite romain peuvent utiliser encore le Pontifical romain en vigueur en 1962 (dix ans avant le Ministeria quaedam) pour conférer les ordres mineurs. Ceux qui reçoivent ces ordres mineurs restent dans le laïcat, parce qu'on ne devient clerc que par l'ordination diaconale.
Parmi les hommes célèbres qui ont reçu les ordres mineurs sans devenir diacres ou prêtres on trouve les noms de Giacomo Casanova, Joseph Fouché et Franz Liszt.
Avant l'entrée en vigueur du Code de droit canonique de 1917, on pouvait devenir cardinal sans avoir reçu les ordres majeurs. Ainsi Ferdinand d'Autriche (1609-1641) fut nommé cardinal à l'âge d'environ 10 ans. En effet les ordres mineurs pouvaient être conférés à des enfants encore plus jeunes,.

## Églises catholiques orientales
Selon le canon 327 du Code des canons des Églises orientales, les Églises catholiques orientales ont leurs propres ordres mineurs (acolyte, chantre, sous-diacre) qui sont régis par le droit particulier de leur église sui juris.